# Melanine

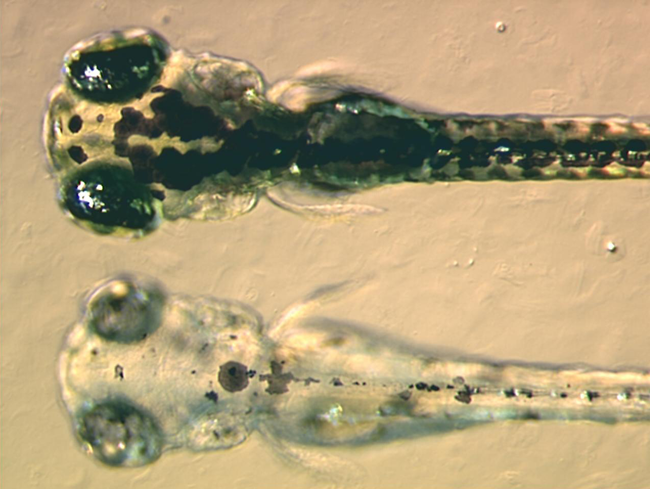
Vier Tage alte Embryonen des Zebrabärblings, unten eine Albino-Mutation ohne Melanin

Melanine (von altgriechisch μέλας mélas „schwarz“) sind in der belebten Natur weit verbreitete dunkelbraune bis schwarze oder gelbliche bis rötliche Pigmente. Sie bewirken die Färbung der Haut, Haare, Federn und Augen. Chemisch handelt es sich um Copolymere mit Indolverbindungen als Untereinheiten. Sie kommen in Wirbeltieren und Insekten, als Farbstoff in der Tinte von Tintenfischen (siehe Sepia) und auch in Mikroorganismen und Pflanzen vor. Melanine entstehen durch die enzymatische Oxidation des Tyrosins (enzymatische Bräunung). Gebildet wird Melanin bei Wirbeltieren in den Melanozyten der Haut sowie in der Aderhaut und Iris des Auges. Beim Menschen und anderen Primaten kommt Neuromelanin, dessen dortige Funktion unklar ist, in der Substantia nigra des Gehirns vor.

## Struktur
Trotz langjähriger Bemühungen ist es bisher nicht gelungen, die exakte Struktur eines Melanins aufzuklären. Es gilt als sicher, dass es sich um Copolymere handelt, deren Untereinheiten Indolverbindungen sind, die hauptsächlich über C-C-Bindungen verknüpft sind. Die Schwierigkeit liegt in der Unlöslichkeit der Melanine in jedem Lösungsmittel, in ihrer ausgeprägten Heterogenität und im Fehlen von wohldefinierten spektralen oder physikochemischen Signalen. Außerdem sind sie schwer von biologisch gleichzeitig entstehenden Proteinen zu trennen.
Eine Übersicht zur Melaninbildung, Untersuchungsmethoden und Strukturelementen finden sich in zwei der folgenden Standardwerke zu Chemie und Biologie der Melanine.

## Melanin beim Menschen

### Vorkommen und Varianten
Melanin tritt beim Menschen vor allem in zwei Varianten auf: eine braun-schwärzliche (Eumelanin) und eine hellere gelblich-rötliche (Phäomelanin) Variante, die schwefelhaltig ist. Beide sind nicht wasserlösliche Polymerisationsprodukte der Aminosäure Tyrosin. Es gibt auch andersfarbige Varianten, sogenannte Allomelanine, die aus Hydroxybenzolen entstehen. Diese finden sich vorwiegend in Pflanzen, Pilzen und Bakterien. Fast immer treten die Melanine als Mischtypen auf und sind zusätzlich mit Lipiden oder Eiweiß verknüpft.
Die Melanine in der menschlichen Haut und den Haaren sind Mischformen aus Eumelaninen und den schwefelhaltigen Phäomelaninen. Das Mischungsverhältnis dieser beiden Melanintypen ist mitbestimmend für den Hauttyp eines Menschen. Dabei ist der Gehalt an Phäomelanin in tiefrotem Haar besonders hoch und nimmt über braune zu schwarzen Haaren hin ab. Eines der Hauptargumente für die UV-Schutzfunktion ist die Beobachtung, dass stark pigmentierte Bevölkerungsgruppen in geringerem Maße an sonneninduziertem Hautkrebs („Melanom“) erkranken als schwächer pigmentierte Bevölkerungsgruppen.
Rothaarige Personen haben eine höhere Wahrscheinlichkeit, Melanome zu entwickeln. Deswegen wird angenommen, dass dieser Melanintyp die Haut weniger effizient schützt.

### Synthese und Transfer
Melanin wird in den Melanosomen der Melanozyten (Hautzellen, die sich in der unteren Epidermis befinden) synthetisiert. Dabei katalysiert das Enzym Tyrosinase die ersten beiden Schritte von Tyrosin bis zum Zwischenprodukt Dopachinon, welches für beide Varianten gleich ist. Eumelanin wird schließlich unter anderem über das Zwischenprodukt Dihydroxyindol und Indolchinon gebildet; Phäomelanin hingegen durch die Addition der Aminosäure Cystein über das Zwischenprodukt Cysteinyl-Dopa.
Anschließend gelangt es in den Melanosomen an den Rand der Melanozyten, wo es von benachbarten Keratinozyten aufgenommen wird. Dort legt sich das Melanin schützend um den Zellkern, um ihn vor schädlicher UV-Strahlung zu schützen.
Die Melaninbildung wird durch UVB-Strahlung angeregt. Dabei entstehen kleinste DNA-Schäden, die das Tumorsuppressorgen P53 aktivieren, welches nun eine Signalkaskade auslöst, die zum Anstieg des MSH (Melanozyten-stimulierendes Hormon) führt, welches aus der Hypophyse freigesetzt wird. Das führt zu erhöhtem Melanozytenwachstum sowie der Aktivierung des Enzyms Tyrosinase.

### Funktionsweise
Inzwischen sind auch die photochemischen Prozesse, welche Melanin zu einem hervorragenden UV-Filter machen, untersucht worden. Es wurde gezeigt, dass Melanin mehr als 99,9 % der Strahlungsenergie in harmlose Wärme umwandelt. Dies geschieht durch die ultraschnelle innere Umwandlung (engl. internal conversion) vom elektronisch angeregten Zustand in Vibrationszustände des Moleküls. Durch diese ultraschnelle Umwandlung verkürzt sich die Lebensdauer des angeregten Zustandes. Dadurch wird verhindert, dass sich freie Radikale bilden. Der angeregte Zustand des Melanins ist sehr kurzlebig und bietet deshalb einen exzellenten Photoschutz.

### Störungen der Melaninproduktion
Durch genetische Veranlagung bzw. durch im Laufe der Zeit erworbene Schäden an der Erbsubstanz kann die Synthese des Melanins gestört sein. Eine verminderte Bildung führt zu einer Hypopigmentierung. Ist die Produktion blockiert, so fehlen auch die Farbmittel in Haut, Haaren und Augen, wodurch sich eine sehr helle weiße Haut, eine ungewöhnlich helle Haarfarbe und blau, blaugraue oder grüne Augen ergeben, die je nach Einfallswinkel des Lichts rot erscheinen können. Man spricht von Albinismus und bezeichnet die betroffenen Organismen als Albinos. Bei Überproduktion (Hyperpigmentierung) treten vermehrt dunkle Flecken in der Haut auf (Leberflecke, Sommersprossen), die bösartig (Melanom) werden können. Die Melaninproduktion kann durch den Wirkstoff Rucinol gezielt unterbrochen werden.
Wissenschaftler der Universitäten in Mainz und Kiel haben 2016 weitere Details zum molekularen Mechanismus der enzymkatalysierten Oxidation der Melaninbildung aufgedeckt. Im Zentrum dieser Untersuchungen stehen die Aktivitäten der Enzyme Tyrosinase und Catecholoxidase.

## Melanin bei Wirbeltieren
In Tieren kommt sowohl das gelbe bis rote Phäomelanin als auch das braune bis schwarze Eumelanin vor. Bei beiden Varianten geht die Biosynthese von Tyrosin aus. Tyrosin wird zunächst hydroxyliert, dann zu einem Chinon oxidiert und schließlich oxidativ polymerisiert. Das wichtigste Intermediat bei der Biosynthese ist Levodopa. Bei der Synthese des Phäomelanins wird vor der Polymerisation noch Cystein an die Tyrosinderivate gebunden. Die Hydroxylierung und die Bildung des Chinons wird bei Wirbeltieren durch die Tyrosinase katalysiert und die Polymerisation durch ein Oxidoreduktase. Das Eumelanin lässt sich weiter unterteilen in zwei Strukturgruppen, die sich durch die An- oder Abwesenheit der Carboxylgruppe des Tyrosinvorläufers unterscheiden.

### Melanin bei Säugetieren
Bei Säugetieren findet die Biosynthese von Melanin in speziellen Zellen, den Melanocyten, statt. Die Melanogenese ist ein hochkomplexer Prozess, bei Mäusen wurden beispielsweise 85 verschiedene Gene nachgewiesen, die darauf Einfluss nehmen. Eine gute Versorgung mit essentiellen Metallen (Magnesium, Calcium, Eisen, Kupfer, Zink) führt bei domestizierten Säugetieren oft zu einer dunkleren Fellfarbe. Ein Zusammenhang zwischen der Versorgung von Hauskatzen mit essentiellen Aminosäuren und ihrer Fellfarbe wurde ebenfalls nachgewiesen.

### Melanin bei Vögeln

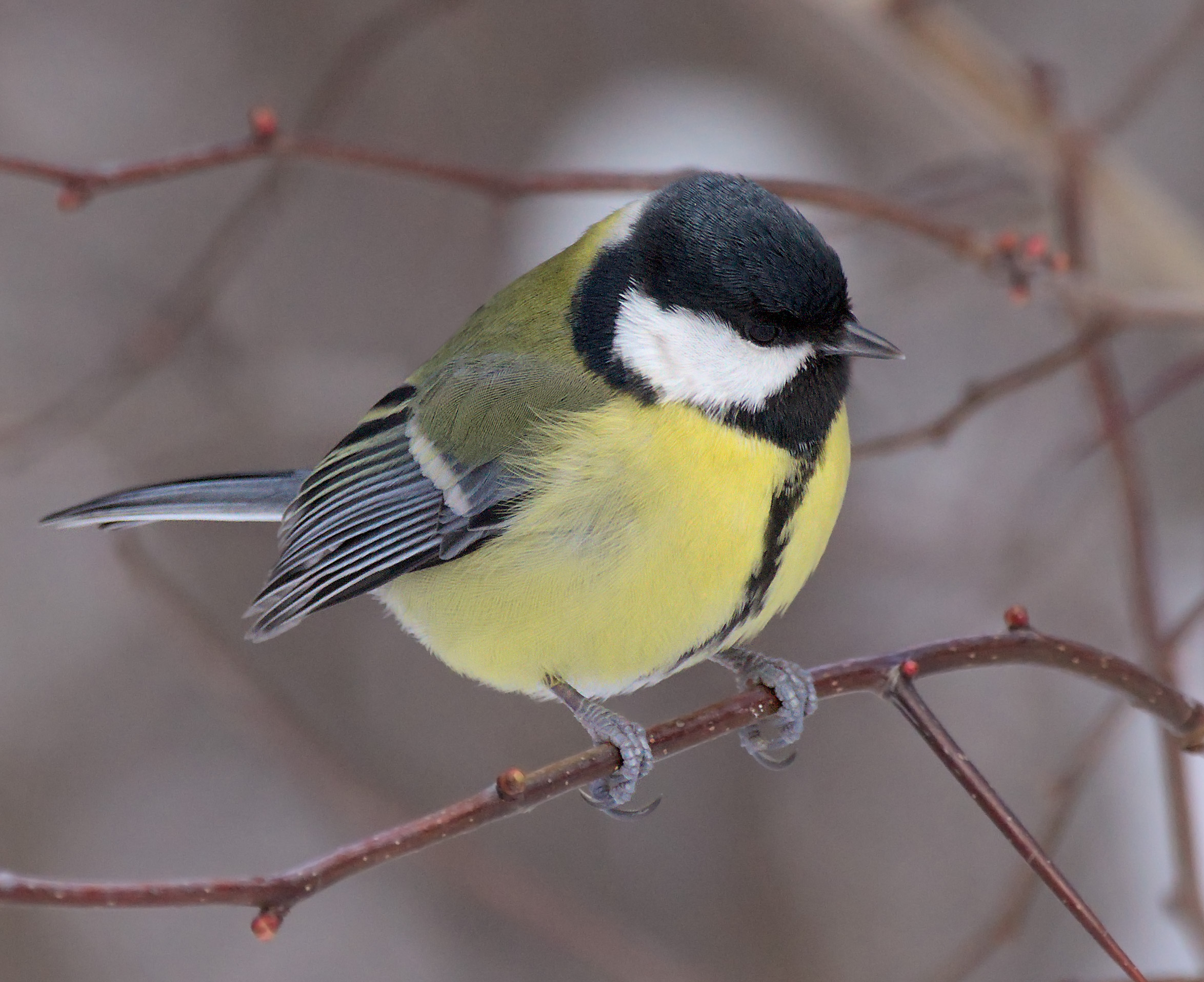
Die Färbung von Kohlmeisen beruht teilweise auf Melanin.

Im Gegensatz zu anderen Mechanismen der Färbung ist die Färbung durch Melanine bei Vögeln primär erblich bedingt. Diese Färbung spielt auch eine Rolle bei der assortativen Paarung von Vögeln. Eine gute Versorgung mit Calcium führt bei Schleiereulen und Zebrafinken zu dunklerer Federfarbe bzw. flächenmäßig größerer Färbung. Ein ähnlicher Effekt trat auch bei Kohlmeisen auf, wenn die Umgebung mit Cadmium bzw. Blei verschmutzt war. Die rötliche Farbe von Hühnerfedern basiert auch Phäomelanin.
Die Melaninproduktion ist „teuer“, sie kostet den Organismus viel Kraft. Weiße Flecken im Federkleid von schwarzen Vögeln wie Amseln oder Rabenvögeln deuten auf Mangelernährung hin. Die Größe des schwarzen Brustflecks beim männlichen Haussperling ist ein Indikator seiner biologischen Fitness.

## Melanin bei Insekten

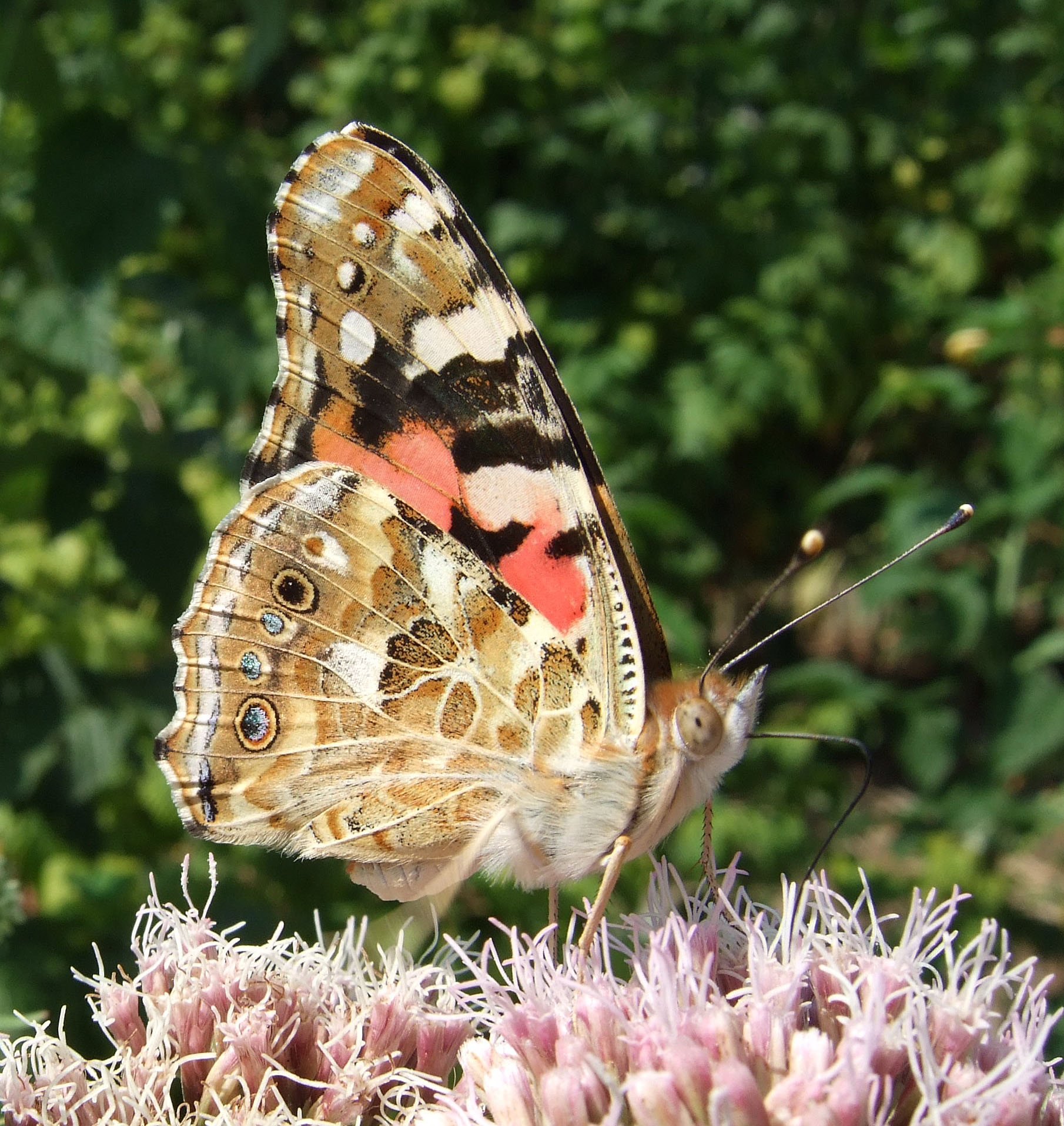
Die dunklen Muster beim Distelfalter werden durch Melanin verursacht.

Auch bei Insekten kommen Phäomelanin und Eumelanin vor. Wie bei den Wirbeltieren verläuft die Biosynthese ausgehend von Tyrosin über hydroxylierte und Chinonderivate. Die genauen Reaktionsschritte sind aber andere und statt der Tyrosinase kommt bei den Insekten die Phenoloxidase vor. Das wichtigste biosynthetische Intermediat ist anders als bei Wirbeltieren das Dopamin.
Melanine sind für schwarze Färbungen bei Insekten verantwortlich. Bei der Art Oncopeltus fasciatus werden verschiedene Gene in verschiedenen Körperregionen exprimiert, die die Bildung von Melaninen in dort entweder befördern oder unterdrücken und dadurch ein bestimmtes Muster erzeugen. Ähnliche genetische Mechanismen bei der Flügelfärbung des Asiatischen Marienkäfers und des Distelfalters wurden ebenfalls untersucht.
Bei Insekten sind Melanine neben der Färbung auch noch wichtig für die Immunantwort und die Wundheilung. Durch die Bildung von Melanin können nicht nur Wunden verschlossen werden, sondern auch Pathogene eingeschlossen werden, um sie unschädlich zu machen. Anders als bei Wirbeltieren kommt bei Insekten nur Eumelanin aus decarboxylierten Vorläufern vor, welches verschiedene Vorteile hat, da diese Vorläufer schneller polymerisieren und leichter abgebaut werden, sodass Melanogenese eine schneller und lokal begrenzte Reaktion bei Verletzungen ermöglicht. Da größere Mengen Chinone oder Melanin auch die Insekten selbst schädigen können, verfügen sie über einen Regulierungsmechanismus, der eine Überproduktion bzw. weitere Verteilung dieser Stoffe im Körper verhindert. Verschiedene bakterielle Pathogene, die Insekten befallen, bilden Rhabduscin, das die Phenoloxidase und damit die Melaninbildung hemmt, wodurch diese Bakterien die Immunantwort der Insekten zum Teil umgehen können.
In Schmetterlingen der Gattung Colias spielen Melanine eine Rolle bei der Wärmeregulierung. In kälteren Gegenden sind die Schmetterlinge dunkler gefärbt und können damit mehr Licht in thermische Energie umwandeln, während Exemplare in wärmeren Gegenden im Allgemeinen heller gefärbt sind und eine übermäßige Erwärmung durch einfallendes Licht vermeiden. Bei Moskitos der Gattungen Aedes und Anopheles hängt die Melaninproduktion in den Eiern auch mit deren Resistenz gegen Trockenheit zusammen.

## Melanin bei Pilzen
Eine wissenschaftliche Arbeit aus dem Jahr 2007 berichtet von Pilzen, die wahrscheinlich mittels Melanin ionisierende Strahlung (Radiosynthese) in für ihren Organismus nutzbare Energie umwandeln (radiotrophe Pilze).
Ausdrücklich hervorgehoben wird, dass die Rolle des Melanins bei der Energieerzeugung im Organismus nach wie vor unklar ist und die Radioaktivität durch den Metabolismus nicht verringert wird. Klar ist lediglich, dass bei den aus Proben aus dem versiegelten Kernreaktorblock 4 von Tschernobyl stammenden Pilzen
- eine höhere Stoffwechselrate gegeben war, wenn sie mit Melanin angereichert wurden, als bei unbehandelten Pilzen,
- bei der Energieerzeugung Veränderungen in der Elektronenkonfiguration der Elektronenhülle ihres Melanins nachgewiesen wurden. Dies weist auf ein verändertes Energieniveau hin, das bei der Erzeugung von Energie auch zu erwarten ist,
- eine auf das Vierfache gestiegene Reduzierung von NAD+ zu beobachten ist, wenn sie bestrahlt werden. Dabei handelt es sich um einen Stoffwechselvorgang.

Bei einer um den Faktor 500 erhöhten Strahlenbelastung war die Aktivität des Metabolismus von Wangiella dermatitidis und Cryptococcus neoformans signifikant höher im Vergleich zur normalen Aktivität unter der natürlichen Strahlenbelastung. Geht man von einstelligen Millisievert-Werten für die Hintergrundstrahlung aus, so beginnen beim Menschen bei Akutdosen im Bereich des fünfhundertfachen derselben (also Werte von und über 500 Millisievert) Symptome der akuten Strahlenkrankheit spätestens Stunden bis Tage nach der Exposition. Leichte Symptome treten hierbei ab ca. 300 Millisievert auf, das Vollbild zeigt sich ab etwa 700 Millisievert.

## Nachweis
Der quantitative Nachweis von Melaninen gelingt nach chemischem Abbau und Trennung mittels HPLC. Im Fall von Eumelanin funktioniert der Abbau mittels Kaliumpermanganat und Säure und der Nachweis über das Abbauprodukt Pyrrol-2,3,5-tricarbonsäure. Bei Phäomelanin funktioniert der Abbau mittels Iodwasserstoffsäure und der Nachweis über die Abbauprodukte 3-Aminotyrosin bzw. das isomere 4-Amino-3-hydroxyphenylalanin.